# Powiat Wąbrzeski
Der Powiat Wąbrzeski ist ein Powiat (Kreis) in der polnischen Woiwodschaft Kujawien-Pommern. Der Powiat hat eine Fläche von 501,3 km², auf der etwa 34.300 Einwohner leben.

## Gemeinden
Der Powiat umfasst fünf Gemeinden, davon eine Stadtgemeinde und vier Landgemeinden.

### Stadtgemeinde
- Wąbrzeźno (Briesen)

### Landgemeinden
- Dębowa Łąka (Wittenburg)
- Książki (Hohenkirch)
- Płużnica (Pfeilsdorf)
- Ryńsk (Rheinsberg); bis 2016 Landgemeinde Wąbrzeźno